# Kanzel (Kissing)

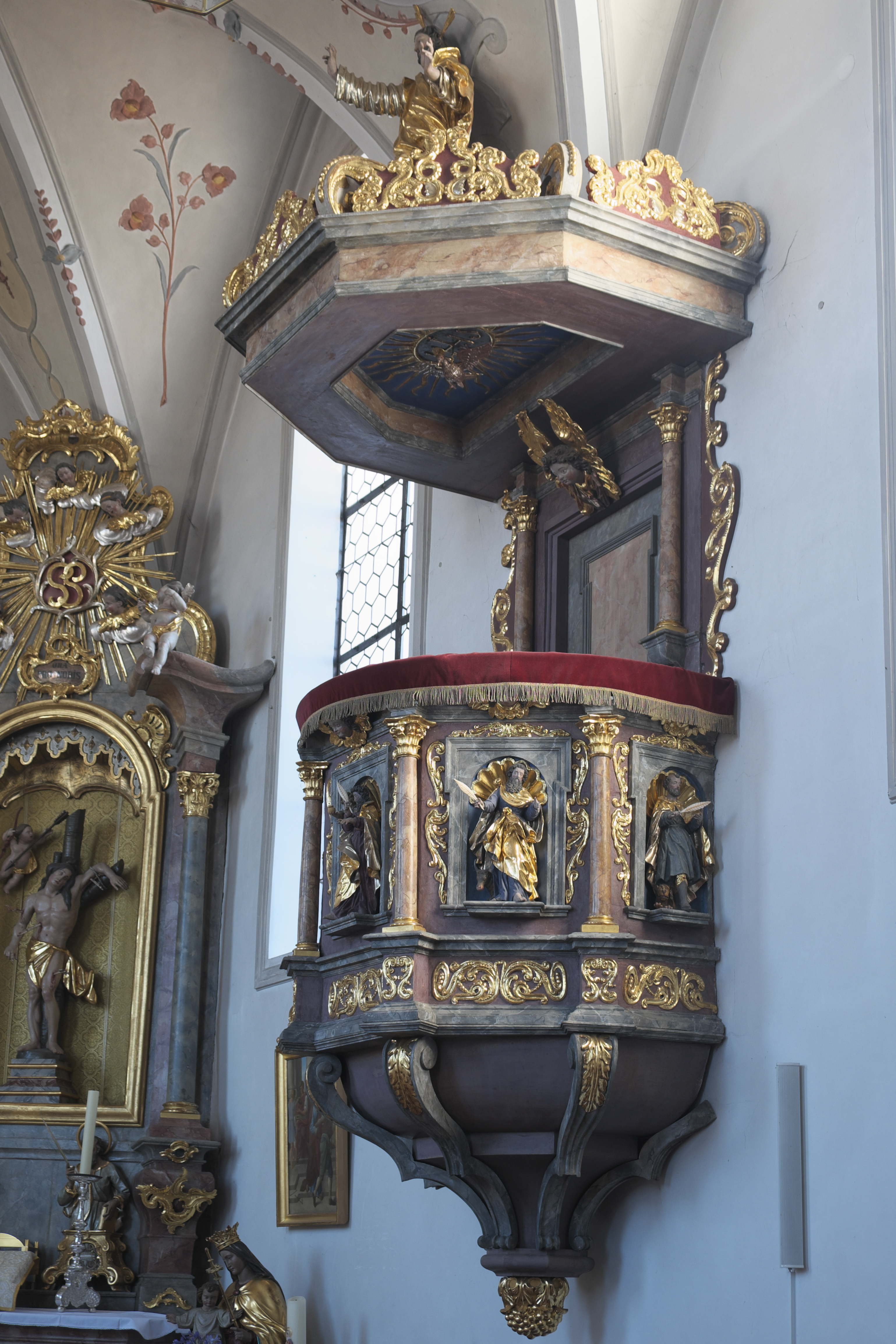
Kanzel in Kissing

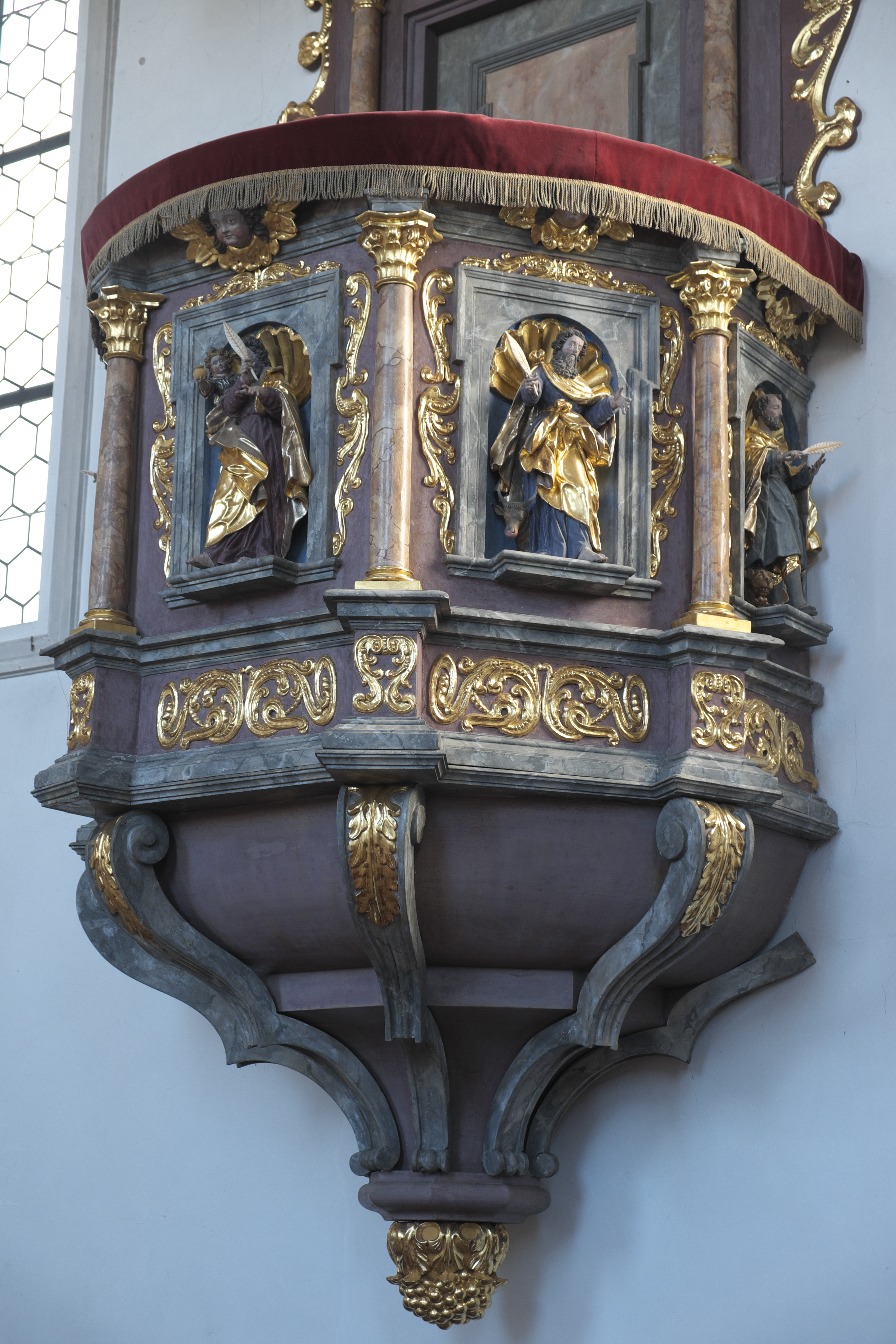
Kanzelkorb mit den vier Evangelisten

Die Kanzel in der katholischen Pfarrkirche St. Stephan in Kissing, einer Gemeinde im Landkreis Aichach-Friedberg im bayerischen Regierungsbezirk Schwaben, wurde um 1680 geschaffen. Die barocke Kanzel ist ein Teil der als Baudenkmal geschützten Kirchenausstattung.
Die hölzerne Kanzel wurde im Stil des Landsberger Bildhauers Lorenz Luidl ausgeführt. Der Kanzelkorb ist mit den Figuren der vier Evangelisten und ihren Symbolen verziert. Zwischen den Figuren stehen Säulen mit korinthischen Kapitellen.
Auf dem Schalldeckel mit Gesims steht der segnende Christus als Salvator mundi, an der Unterseite ist eine Heiliggeisttaube zu sehen.